# Березька волость
Березька волость — історична адміністративно-територіальна одиниця Пружанського повіту Гродненської губернії Російської імперії. Волосний центр — містечко Картуз-Береза.
Станом на 1885 рік складалася з 20 поселень, 11 сільських громад. Населення — 5032 особи (2572 чоловічої статі та 2460 — жіночої), 257 дворових господарств.
|                     | Площа, десятин | У тому числі орної, дес. |
| ------------------- | -------------- | ------------------------ |
| Сільських громад    | 8911           | 4857                     |
| Приватної власності | 12664          | 2140                     |
| Казенної власності  | 3              | —                        |
| Іншої власності     | 196            | 121                      |
| Загалом             | 17935          | 4817                     |

Основні поселення волості:
- Картуз-Береза — колишнє власницьке містечко при річці Ясельда за 35 верст від повітового міста, 1222 мешканці та 1100 міщан, 101 двір, православна церква, 6 єврейських молитовних будинків, школа, поштова станція, корпус лавок, паровий, вітряний і водяний млини. За 4 версти — залізнична станція Картуз-Береза.
- Блудень — колишнє власницьке село, 716 осіб, 73 двори, православна церква, школа, лавка, постоялий будинок.
- Піщанка — колишнє власницьке село, 233 особи, 24 двори, православна церква, 2 постоялих будинки.
- Самуйловичі — колишнє власницьке село, 661 особа, 59 дворів, постоялий будинок.

## У складі Польщі
Після анексії Полісся Польщею волость отримала назву ґміна Береза-Картуска Пружанського повіту Поліського воєводства Польської республіки (гміна). Адміністративним центром було село Рев'ятичі.
Розпорядженням Міністра Внутрішніх Справ 5 січня 1926 р. передано населені пункти: 
- із ґміни Рев'ятиче — колонія: Возне;
- із ґміни Сєлєц — село Леошки і фільварок Леошки.

1 квітня 1932 р. розпорядженням Міністра внутрішніх справ Польщіліквідовано ґміну Береза-Картуска і приєднано населені пункти до:
- ґміни Малеч — села Нивищі й Карпечі;
- ґміни Сєлєц — села Блудень, Леошки, Самойловичі, Хомичі, Заріччя, Смолярка, Кругле і Новосілки, селища: Блудень і Цегельня, фільварки: Леошки і Колки, залізнична станція: Береза-Картузька, а також державні ліси на території ґміни;
- новоутвореної ґміни Сєхнєвіче — села: Дягелець, Гореч, Порослове, Шилин, Піщанка, Угляни, Здитів і Тихни, маєток: Здитів, хутір: Здитів, фільварок: Біла і колонія: Возне.